# Arista (cucina)
Il termine àrista identifica la schiena del maiale macellato, fino al lombo compreso.
Più comunemente ci si riferisce, per estensione, alla pietanza costituita da tale porzione di carne cucinata arrosto. L'arista è molto comune nella cucina toscana, cotta allo spiedo o in forno e aromatizzata con aglio, pepe e rosmarino.

## Etimologia
Esiste un documento del 1287 che menziona un'arista, mentre anche Franco Sacchetti, novelliere di fine Trecento, in una novella parla di "un'arista al forno".
La leggenda tuttavia vuole che il termine arista sia nato a Firenze nel 1439, durante il concilio ecumenico della Chiesa romana e greca, voluto da Cosimo il Vecchio nella sua città. Durante un banchetto, infatti, pare che il cardinale greco Basilio Bessarione, dopo avere assaggiato un arrosto abbia esclamato: "Aristos!" ("il migliore" in greco). I fiorentini presenti credettero che quel nome indicasse uno specifico pezzo di carne e, trovandolo simpatico, lo ripeterono così tanto che la lombata di maiale fu poi appellata con il termine di arista.
Il Corpus TLIO (su cui viene realizzato il Tesoro della Lingua Italiana delle Origini, vocabolario storico dell'italiano antico) registra questi esempi antichi: 
1. Doc. fior., 1286-90: s. xxviij. It. per vj casci, s. iij e d. viiij. It. per j arista di porcho e per v lib. per una torta, s. xiij.
2. Doc. fior., 1286-90: It. per arista per lo Charnasciale d'Ogne Santi, s. xiiij.
3. Franco Sacchetti, Il Trecentonovelle, XIV sm. (fior.): «io scrittore ne potrei far prova, che avendo mandato uno tegame con uno lombo, e con arista al forno» (novella 124).